# Challenger de Mendoza 2016
El torneo Torneo de Mendoza 2016 es un torneo profesional de tenis. Pertenece al ATP Challenger Series 2016. Se disputará su 1ª edición sobre superficie dura, en Mendoza, Argentina entre el 5 al el 10 de enero de 2016.

## Jugadores participantes del cuadro de individuales
| Favorito | País                  | Jugador                 | Rank1 | Posición en el torneo |
| -------- | --------------------- | ----------------------- | ----- | --------------------- |
| 1        | Bandera de Argentina  | Horacio Zeballos        | 124   | Primera ronda         |
| 2        | Bandera de Brasil     | Rogério Dutra Silva     | 125   | Primera ronda         |
| 3        | Bandera de España     | Roberto Carballés Baena | 131   | Semifinales           |
| 4        | Bandera de Argentina  | Facundo Argüello        | 137   | Primera ronda         |
| 5        | Bandera de Argentina  | Facundo Bagnis          | 140   | Semifinales           |
| 6        | Bandera de Eslovaquia | Andrej Martin           | 146   | Primera ronda         |
| 7        | Bandera de Argentina  | Máximo González         | 147   | Primera ronda         |
| 8        | Bandera de Austria    | Gerald Melzer           | 166   | Campeón               |

- 1 Se ha tomado en cuenta el ranking del 28 de diciembre de 2016.

### Otros participantes
Los siguientes jugadores recibieron una invitación (wild card), por lo tanto ingresan directamente al cuadro principal (WC):
- Andrea Collarini
- Juan Pablo Paz
- Francisco Bahamonde
- Gianni Mina

Los siguientes jugadores ingresan al cuadro principal tras disputar el cuadro clasificatorio (Q):
- Maximiliano Estévez
- Juan Ignacio Galarza
- Thiago Monteiro
- Peter Torebko

## Campeones

### Individual Masculino
- Gerald Melzer derrotó en la final a  Axel Michon, 4–6, 6–4, 6–0

### Dobles Masculino
- Máximo González /  José Hernández derrotaron en la final a  Julio Peralta /  Horacio Zeballos , 4–6, 6–3, [10–1]